# Parker Hannifin
Parker Hannifin Corporation  is een Amerikaans bedrijf en leverancier van onderdelen voor luchtvaart, klimaatbeheersing, filtratie, hydrauliek, pneumatiek en afdichtingen. Het bedrijf werd in 1918 opgericht in Mayfield Heights, Ohio, Verenigde Staten.

## Divisies
De zakelijke activiteit van Parker Hannifin Corporation zijn verdeeld over zeven divisies:
- Vloeistofaansluitingen
- Instrumentatie
- Filtratie
- Hydrauliek
- Klimaatbeheersing en industriële automatisering
- Afdichtingen
- Luchtvaart